# قهرمان ملی ارمنستان

قهرمان ملی ارمنستان (ارمنی: Հայաստանի ազգային հերոս Hayastani azgayin heros) بالاترین عنوان در جمهوری ارمنستان می‌باشد. قانون این عنوان توسط رئیس‌جمهور لوون تر-پتروسیان در تاریخ ۲۲ آوریل ۱۹۹۴ امضاء گردید. این نشان «برای خدمات برجسته و مهم برای جمهوری ارمنستان در دفاع و تقویت سیستم دولتی و تشکیل ارزش‌های مهم ملی» اعطا می‌گردد. بعلاوه عنوان، دریافت‌کنندگان Order of Fatherland را نیز دریافت می‌کنند. این عنوان جایگزین ارمنی جایزه قهرمان اتحاد شوروی بود، که بمحض استقلال ارمنستان ملغی شد.
نخستین دریافت‌کننده این عنوان جاثلیق وازگن یکم، رئیس کلیسای حواری ارمنی بود، که آن را در ۲۸ ژوئیه ۱۹۹۴ دریافت نمود.

## دریافت‌کنندگان
| تاریخ           | دریافت‌کننده          | پیشه              |
| --------------- | -------------------- | ----------------- |
| ۲۸ ژوئیه ۱۹۹۴   | عالیجناب وازگن یکم   | جاثلیق کل ارمنیان |
| ۱۱ اکتبر ۱۹۹۴   | ویکتور هامبارتسومیان | دانشمند           |
| ۱۴ اکتبر ۱۹۹۴   | آلکس مانوکیان        | کارآفرین، نیکوکار |
| ۲۰ سپتامبر ۱۹۹۶ | موسس گورگیسیان       | کنشگر, سیاستمدار  |
| ۲۰ سپتامبر ۱۹۹۶ | گغازنیک میکائلیان    | فرمانده نظامی     |
| ۲۰ سپتامبر ۱۹۹۶ | مونته ملکونیان       | فرمانده نظامی     |
| ۲۰ سپتامبر ۱۹۹۶ | تاتول کرپیان         | فرمانده نظامی     |
| ۲۰ سپتامبر ۱۹۹۶ | ویتیا آیوازیان       | کنشگر, سیاستمدار  |
| ۲۰ سپتامبر ۱۹۹۶ | جیوان آبراهامیان     | فرمانده نظامی     |
| ۲۰ سپتامبر ۱۹۹۶ | یوری بوغوسیان        | فرمانده نظامی     |
| ۲۷ دسامبر ۱۹۹۹  | کارن دمیرچیان        | سیاست‌مدار         |
| ۲۷ دسامبر ۱۹۹۹  | وازگن سارگسیان       | سیاست‌مدار         |
| ۲۷ مه ۲۰۰۴      | کرک کرکوریان         | کارآفرین، نیکوکار |
| ۲۷ مه ۲۰۰۴      | شارل آزناوور         | خواننده، نیکوکار  |
| ۵ دسامبر ۲۰۰۸   | نیکولای ریژکوف       | سیاستمدار         |
| ۹ اکتبر ۲۰۱۷    | ادواردو ارنکیان      | کارآفرین, نیکوکار |
| ۳۰ دسامبر ۲۰۱۷  | هوهانس چکیجیان       | کارآفرین, نیکوکار |
| ۱۸ اوت ۲۰۲۰     | روبن سانامیان        | فرمانده نظامی     |
| ۲۷ اوت ۲۰۲۰     | هرایر هواکیمیان      | جراح قلب          |
| ۱۵ اکتبر ۲۰۲۰   | واهاگن آساطریان      | فرمانده نظامی     |
| ۲۲ اکتبر ۲۰۲۰   | تیران خاچاتریان      | فرمانده نظامی     |
| ۲۲ اکتبر ۲۰۲۰   | آندرانیک پیلویان     | فرمانده نظامی     |
| ۲۷ ژانویه ۲۰۲۱  | Tatul Ghazaryan      | فرمانده نظامی     |
| ۲۷ ژانویه ۲۰۲۱  | Hrachia Andreasyan   | فرمانده نظامی     |
| ۲۷ ژانویه ۲۰۲۱  | گورگن دالیبالتایان   | فرمانده نظامی     |
| ۸ مه ۲۰۲۱       | آرکادی تر-تادئوسیان  | فرمانده نظامی     |